# Juan Almeida Bosque
Juan Almeida Bosque (L'Havana, 17 de febrer de 1927 - L'Havana, 11 de setembre de 2009) fou un polític i compositor cubà, que exercí de vicepresident del Consell d'Estat de Cuba del govern cubà, comandant de la Revolució i president de l'Associació de Combatents de la Revolució Cubana.

## Biografia

### Inicis
Almeida va néixer el 17 de febrer de 1927 a la ciutat cubana de l'Havana, sent el segon germà gran d'un total de dotze. Formà part de la lluita del cop d'estat del 10 de març de 1952, en el que conegué Fidel Castro, amb qui posteriorment participà en l'assalt a la caserna Moncada el 26 de juliol de 1953. Fou condemnat a 10 anys de presó a conseqüència de l'assalt i l'any 1955 fou amnistiat juntament amb els seus companys. El 1956 formà part com a expedicionari del iot Granma i el 27 de febrer de 1958 fou ascendit a Comandant de l'Exèrcit Rebel i passà a dirigir la columna de Santiago de Cuba. El març d'aquell mateix any dirigí el III Front Oriental Dr. Mario Muñoz Monroy, conegut inicialment amb el nom de III Front d'Operacions a Sierra Maestra. Després del triomf de la revolució (1959) passà a ocupar càrrecs a les Forces Armades Revolucionàries (FAR).

### Activitat al govern revolucionari
El 29 de març de 1962, participà com a vocal del Tribunal Revolucionari presidit pel comandant Augusto Martínez Sánchez que s'encarregà d'enjudiciar sumàriament als participants de la Invasió de Bahía de Cochinos el 17 d'abril de 1961. Aquell tribunal l'integraren, a més a més, els comandants Guillermo García Frías, Sergio del Valle i Manuel Piñeiro. Fou escollit membre del comitè central del Partit Comunista de Cuba i del seu buró polític l'octubre de 1965. Fou diputat a l'Assemblea Nacional del Poder Popular des de la primera legislatura i vicepresident del Consell d'Estat de Cuba. A més a més, exercí el càrrec de president de la direcció nacional de l'Associació de Combatents de la Revolució Cubana, sent aquesta l'organització que regí el treball dels veterans de guerra i dels militars d'edat avançada que es comprometeren amb els principis de l'Estat cubà.
Almeida rebé nombrosos mèrits i honors al llarg de la seva vida, ja fossin en terreny nacional com internacional. Entre les més destacades hi hagué el títol honorífic d'Heroi de la República de Cuba; l'Orde Máximo Gómez de primer grau, atorgada el 27 de febrer de 1998, en ocasió del quarantè aniversari del seu ascens a comandant a la Sierra Maestra; així com la Medalla Commemorativa 50 Aniversari del 26 de Juliol, atorgada el 2003.

### Trajectòria artística
Més enllà de la lluita revolucionària, intervingué en l'art com a escriptor i com a compositor musical. Escrigué un total de dotze llibres i compongué més de tres-centes cançons de les quals s'han fet diverses produccions discogràfiques, dues de les seves cançons més populars són La Lupe i Dame un traguito.

### Mort
Morí a les 23:30h de l'onze de setembre de 2009, hora cubana, a la seva ciutat natal, a causa d'un infart de miocardi, a l'edat de 82 anys. En homenatge, s'organitzà un acte a la Plaça de la Revolució de l'Havana, en el qual centenars de persones feren cua per a desfilar davant d'una imatge d'Almeida flanquejada per un guàrdia d'honor, ja que expressà en vida el seu desig de no ser exposat en públic quan morís. Les seves restes mortals foren soterrades al mausoleu del III Front Oriental, a Santiago de Cuba, juntament amb altres combatents de la Revolució cubana.

## Obres
- Presidio
- Exilio
- Desembarco
- La Sierra
- Por las faldas del Turquino
- Contra el Agua y el Viento, Premi Casa de les Amèriques (1985)
- L'Única Ciudadana
- El General en Jefe Máximo Gómez
- ¡Atención! ¡Recuento!
- La Sierra Maestra y más Allá
- Algo nuevo en el desierto
- La Aurora de los héroes